# Serguéi Vinogradski

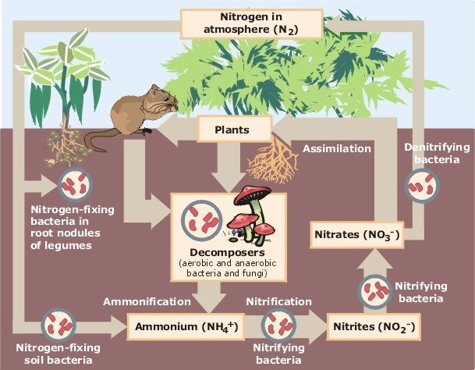
Ciclo del nitrógeno.

Serguéi Nikoláievich Vinogradski (o Winogradsky; en ruso: Сергей Николаевич Виноградский) (1 de septiembre de 1856- 25 de febrero de 1953) fue un destacado microbiólogo, ecólogo, edafólogo ruso, pionero de los conceptos de ciclos vitales, descubridor del proceso biológico de la nitrificación, la primera etapa del conocimiento de la quimioautotrofía.
Vinogradski nace en Kiev, en donde luego se asienta el Imperio ruso, y entra al Conservatorio Imperial de Música en San Petersburgo en 1875 para estudiar piano. Sin embargo, después de dos años de trajinar con la música, ingresa a la Universidad de San Petersburgo en 1877, para estudiar química con Nikolaj Menšutkin, y botánica con Nevskia Famintzin. Obtiene su diploma en 1881, y continua en esa Universidad para recibir un grado académico en ciencia botánica en 1884. En 1885, trabaja en la Universidad de Estrasburgo con el renombrado botánico Anton de Bary; Vinogradski se gana el reconocimiento por su trabajo sobre las bacterias del azufre.
En 1888, se ubica en Zúrich, donde arranca una investigación en los procesos de la nitrificación, identificando los géneros Nitrosomonas y Nitrosococcus, ambas oxidan amonio a nitrito, y Nitrobacter, que oxida nitrito a nitrato.
Retorna a San Petersburgo en el periodo 1891-1905, siendo jefe de la división de microbiología general del Instituto de Medicina Experimental; en ese periodo, identifica al anaerobio obligado Clostridium pasteurianum, capaz de fijar N atmosférico.
En 1901, es elegido miembro honorario de la Sociedad de Moscú de Ciencias Naturales; y, en 1902, miembro correspondiente de la Academia Francesa de Ciencias. Se retira en 1905, dividiendo su tiempo entre su vida privada y Suiza.
En 1922, acepta una invitación para encabezar la división de Bacteriología Agrícola del Instituto Pasteur en su Estación Experimental en Brie-Comte-Robert, Francia, 30 km de París. En ese periodo, trabaja en diversos aspectos relacionados con la microbiología, entre ellos, las bacterias del ciclo del hierro, las bacterias nitrificantes, la fijación de nitrógeno por Azotobacter, las bacterias descomponedoras de celulosa, y diversos métodos de cultivo para microorganismos del suelo.
En 1935 la Real Academia Neerlandesa de las Artes y las Ciencias le otorga la Medalla Leeuwenhoek. En 1940 se retira completamente, y fallece en Brie-Comte-Robert (Francia).
Vinogradski es conocido por descubrir la quimioautotrofía, el proceso por el cual los organismos obtienen energía de diversos compuestos inorgánicos, y obtienen carbono mediante la fijación del dióxido de carbono. Antes se creía que los organismos autótrofos obtenían su energía solamente de la luz, sin sospechar de su obtención a partir de reacciones bioquímicas de los compuestos inorgánicos. Vinogradski fue uno de los primeros investigadores en entender y descifrar a los microorganismos fuera del contexto de la medicina, siendo realmente el primer estudioso de la ecología microbiana y de la microbiología ambiental. La columna de Vinogradski permite una fascinante observación de la quimioautotrofía y de la ecología microbiana y que es utilizado en la enseñanza de la microbiología en todo el mundo.
- La abreviatura «Winogr.» se emplea para indicar a Serguéi Vinogradski como autoridad en la descripción y clasificación científica de los vegetales.[2]